# Електра (Евріпід)
«Еле́ктра» (дав.-гр. Ἠλέκτρα, Ēlektra) — трагедія давньогрецького драматурга Еврипіда, поставлена, ймовірно, в 413 році до н. е.

## Дійові особи
- Електра, дочка Агамемнона і Клітемнестри
- Орест, її брат
- Пілад, друг Ореста
- Мікенський орач
- Клітемнестра (без слів)

## Характеристика героя
Електра — дійова особа двох трагедій Евріпіда: «Електра» та «Орест». В «Електрі» Егісф і Клітемнестра видають Електру в шлюб із простим селянином, однак цей шлюб залишається фіктивним, оскільки селянин розуміє, що не гідний Електри. Вирушивши одного разу за водою, Електра зустрічає біля джерела Ореста, який разом з Піладом прибув у Аргос і, почувши розмову Електри з хором, упізнав у селянці власну сестру. Орест вирішує помститися Егісфу й матері. Електра викликається допомогти братові. Вона заманює Клітемнестру в будинок, повідомивши їй, що чекає народження первістка. У призначений день Ореста охоплюють сумніви і жах, він вже готовий відмовитися від задуманого, але Електра залишається непохитною і переконує брата не відступати. Електра зустрічає Клітемнестру промовою, повною гніву і ненависті і веде матір у будинок, де її вбиває Орест. Після вбивства Орест і Електра каються у скоєному, причому Електра бере всю провину на себе. Героїв трагедії Еврипід характеризує аналогічно героям всіх своїх «драм помсти». Погоджуючись спочатку зі справедливістю бажання помститися, він зображує згодом акт помсти як злочинне діяння, якому немає і не може бути жодного виправдання. Здійснену помсту автор оцінює з точки зору загальноприйнятих норм моралі.

## Сюжет
Тим же недоліком, але ще більше за «Ореста», страждає «Електра», в якій піднесена легенда перероблена так, що вона стає схожа на пародію.
Клітемнестра, щоб позбутися від постійних нагадувань про вбивство чоловіка, видає свою дочку, Електру, в шлюб з простим селянином. Електра живе в злиднях, сама займається чорною роботою по господарству. Ореста Клітемнестра в тих же цілях ще немовлям висилає зі столиці Агамемнона, Мікен. Вирісши на чужині, Орест повертається на батьківщину і приходить до сестри. Електра впізнає його за шрамом від удару, отриманого в дитинстві. Змовившись з Електрою, Орест вбиває за містом коханця їхньої матері і головного винуватця смерті їх батька, Егісфа. Потім Електра заманює у свою бідну хатину Клітемнестру під приводом, ніби вона народила дитину. У цій хатині Орест вбиває матір. Ця страшна розв'язка кидає Електру і Ореста в божевілля, але чудова з'ява Діоскур виправдовує це тим, що вони вчинили за велінням Аполлона. Електра одружується з другом Ореста, Піладом. Самого Ореста Діоскури посилають в Афіни, де він буде виправданий і очищений від гріха радою старійшин — ареопагом.
Трагедія написана на матеріалі міфів про Пелопиди. Цар Мікен Агамемнон відразу після свого повернення з Трої гине від руки власної дружини Клітемнестри і її коханця Егісфа, який захоплює трон. Дія п'єси починається з таємного повернення з вигнання єдиного сина Агамемнона — Ореста. Його сестра Електра, проти волі видана за бідного селянина, стає помічницею Ореста в помсту за смерть батька. Вона заманює Клітемнестру в свій будинок, і тут Орест вбиває матір. У фіналі Діоскури обіцяють матеревбивці, що він буде виправданий Ареопагом.

## Особливості
У цій п'єсі, як і в інших, Еврипід по-новому трактує міфологічні сюжети, привносячи в них побутові деталі і роблячи жінок більш активними учасницями подій. Так, Електра саме в цій трагедії вперше взяла безпосередню участь в помсту за батька. Незвичайним є й вибір місця дії: це не царський палац в Мікенах, а село, де живе Електра зі своїм чоловіком-селянином.

## Екранізації
В травні в 1962 році на Каннському кінофестивалі був представлений фільм Електра грецького режисера Міхаліса Какоянниса. На Каннському фестивалі фільм отримав технічний гран-прі, приз за найкращу екранізацію і номінувався на Золоту пальмову гілку.
На кінофестивалі в Фессалоніке у 1962 стрічка отримала дев'ять призів, у тому числі як найкращий фільм, режисуру, головну роль, роль другого плану (Алека Катселі і Нотис Периалис) і музику.
У 1963 номінувався на «Оскар» за найкращий фільм іноземною мовою.
Також отримав премію за найкращу екранізацію на Берлінському кінофестивалі 1963, і премії на міжнародних кінофестивалях в Акапулько (1962), Единбурзі (1962), Брюсселі (1963) і Антверпені (1964).